# Torralba (Sardinien)
Torralba (sardisch: Turràlva) ist eine italienische Gemeinde (comune) mit 874 Einwohnern (Stand 31. Dezember 2023) in der Metropolitanstadt Sassari auf Sardinien. Die Gemeinde liegt etwa 30,5 Kilometer südöstlich von Sassari.

## Geschichte
Eine der bedeutendsten Nuraghen, die Santu Antine, der Dolmen Su Crastu Covaccadu und die Kirche Nostra Signora di Cabu Abbas finden sich im Gemeindegebiet. Die heutige Gemeinde kann bis zu ihrer ersten Erwähnung im Jahre 1064/65 zurückverfolgt werden.

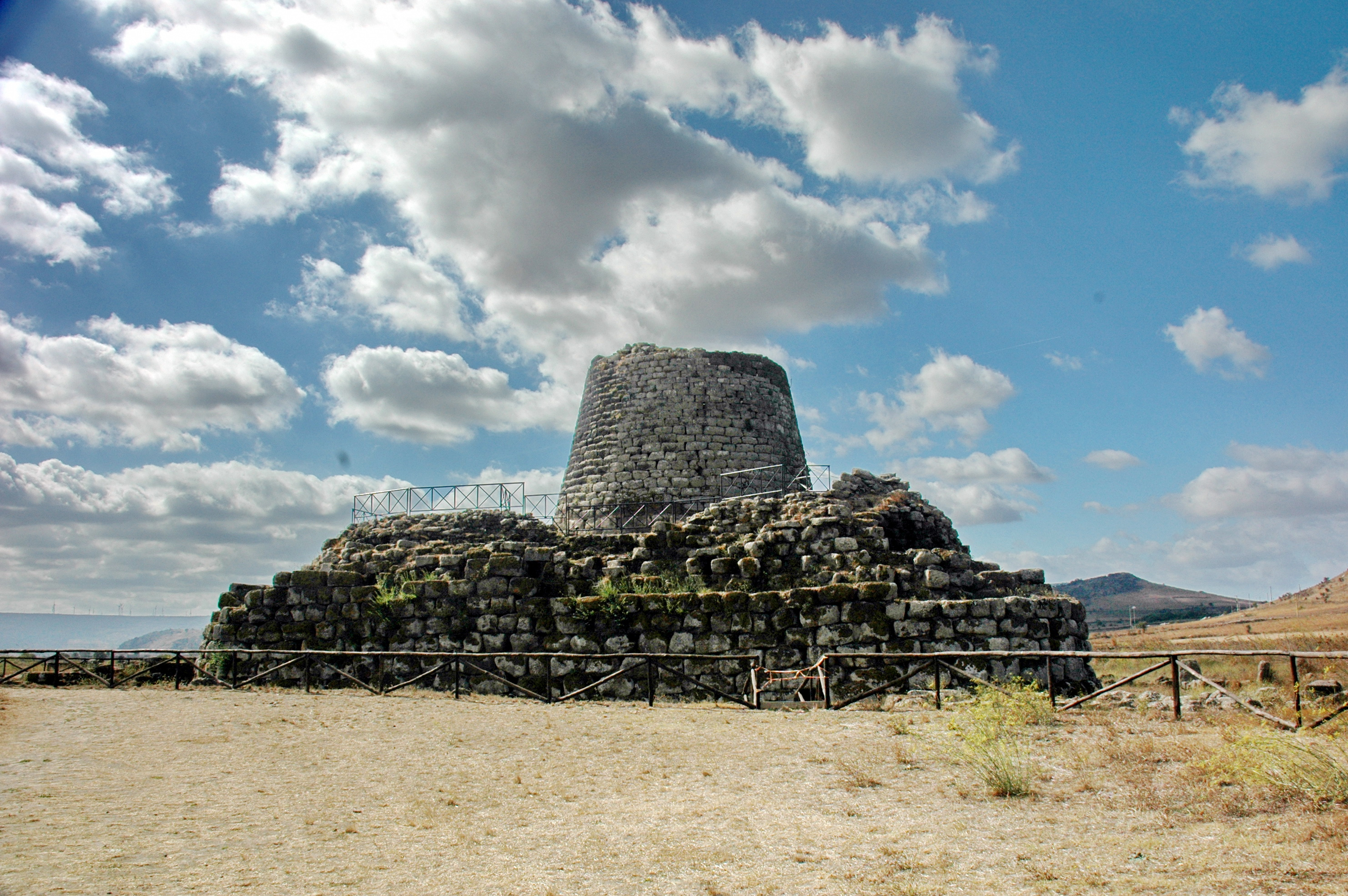
Die Nuraghe Santu Antine in Torralba

## Verkehr
Durch die Gemeinde führt die Strada Statale 131 Carlo Felice von Cagliari nach Porto Torres. Der Bahnhof der Gemeinde liegt an der Bahnstrecke Cagliari–Golfo Aranci Marittima, wird aber nicht mehr von Reisezügen bedient.